# Novozuievka, Krasnohvardiiske
Novozuievka (în ucraineană Новозуєвка) este un sat în comuna Amurske din raionul Krasnohvardiiske, Republica Autonomă Crimeea, Ucraina.

## Demografie
Componența lingvistică a localității Novozuievka
     Rusă (42,35%)
     Tătară crimeeană (35,59%)
     Ucraineană (15,46%)
     Alte limbi (0,64%)
Conform recensământului din 2001, nu exista o limbă vorbită de majoritatea populației, aceasta fiind compusă din vorbitori de rusă (42,35%), tătară crimeeană (35,59%) și ucraineană (15,46%).